# Carolusthermen

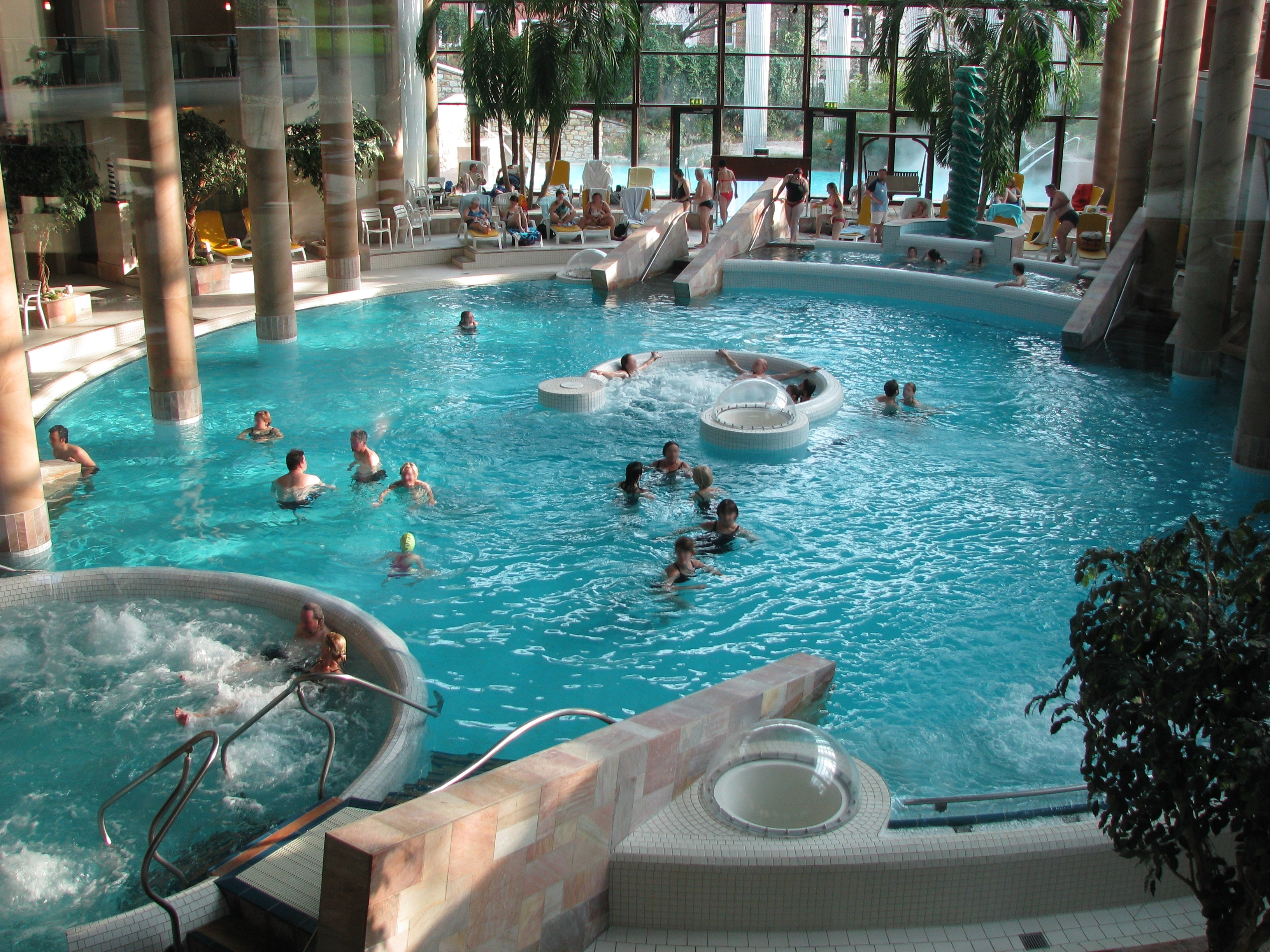
Carolusthermen in 2007

De Carolusthermen (Duits: Carolus Thermen) zijn een thermaalbad met een aangrenzend saunagedeelte in de Duitse stad Aken. Het complex is gelegen in het stadsdeel Aachen-Mitte aan de Passstraße en grenst aan de Stadtgarten Aachen.

## Geschiedenis
Het thermaalbad is vernoemd naar Karel de Grote, voor wie de hete mineraalbronnen in Aken een belangrijke reden waren om hier een van zijn paleizen te bouwen. Aken heeft een 2000-jarige badtraditie. Aan het einde van de zeventiende eeuw werd de stad een modieus kuuroord dat door tal van gekroonde hoofden en beroemdheden werd bezocht. In de achttiende en negentiende eeuw waren er tientallen badinrichtingen, zowel in de binnenstad als in de voorstad Burtscheid. De meeste werden in de Tweede Wereldoorlog verwoest. Het laatste thermaalbad in de binnenstad, het Römerbad am Büchel, werd in 1996 gesloten. Tot eind 2000 was het uit 1936 daterende thermaalbad in het kuurhotel Quellenhof aan de Monheimsallee nog in gebruik.
De Carolusthermen werden tussen 1998 en 2001 gebouwd volgens de plannen van architect Rudolf Wienands uit München. Op 9 februari 2001 vond de opening plaats. In 2007, 2011 en 2013 moesten een aantal faciliteiten worden aangepast en werd een deel van de façade vernieuwd.
Het complex wordt beheerd door het op 30 december 1932 opgerichte gemeentelijke kuur- en badbedrijf (KuBa).

## Thermaalwater
De Carolusthermen maken gebruik van mineraalwater uit de door de staat Noordrijn-Westfalen erkende geneeskrachtige warmwaterbron Rosenquelle in de Komphausbadstraße in het centrum van Aken. Diezelfde bron werd ook gebruikt door het thermaalbad van Hotel Quellenhof. Het 47°C warme water van de Rosenquelle behoort tot de zwavel- en fluoridehoudende natriumwaterstofcarbonaat-mineraalwaters. Het wordt via pijpleidingen naar de Carolusthermen geleid, waar het een behandeling krijgt om het voor het baden geschikt te maken. De temperatuur in de acht baden varieert tussen de 18 en 38°C.

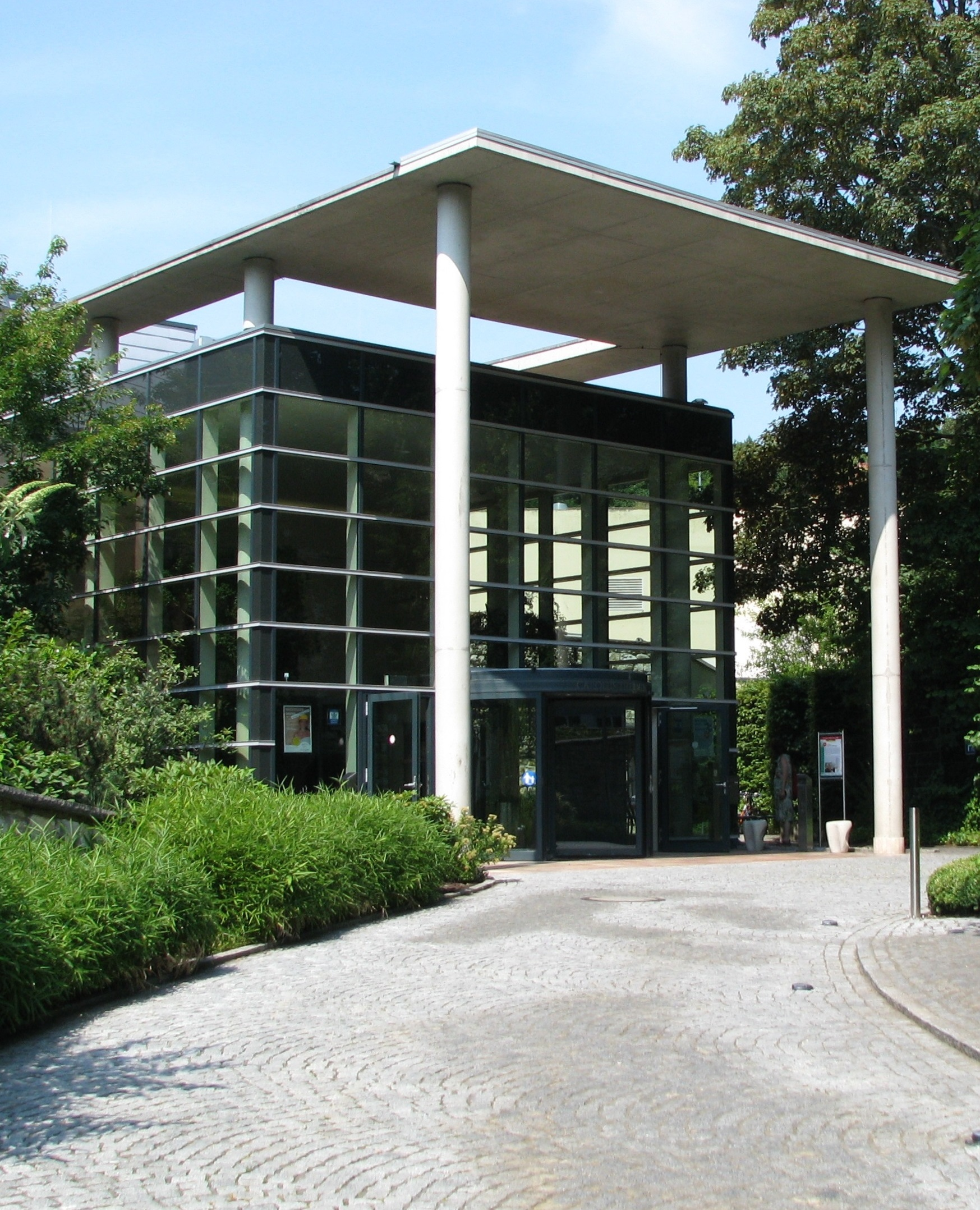
Entree
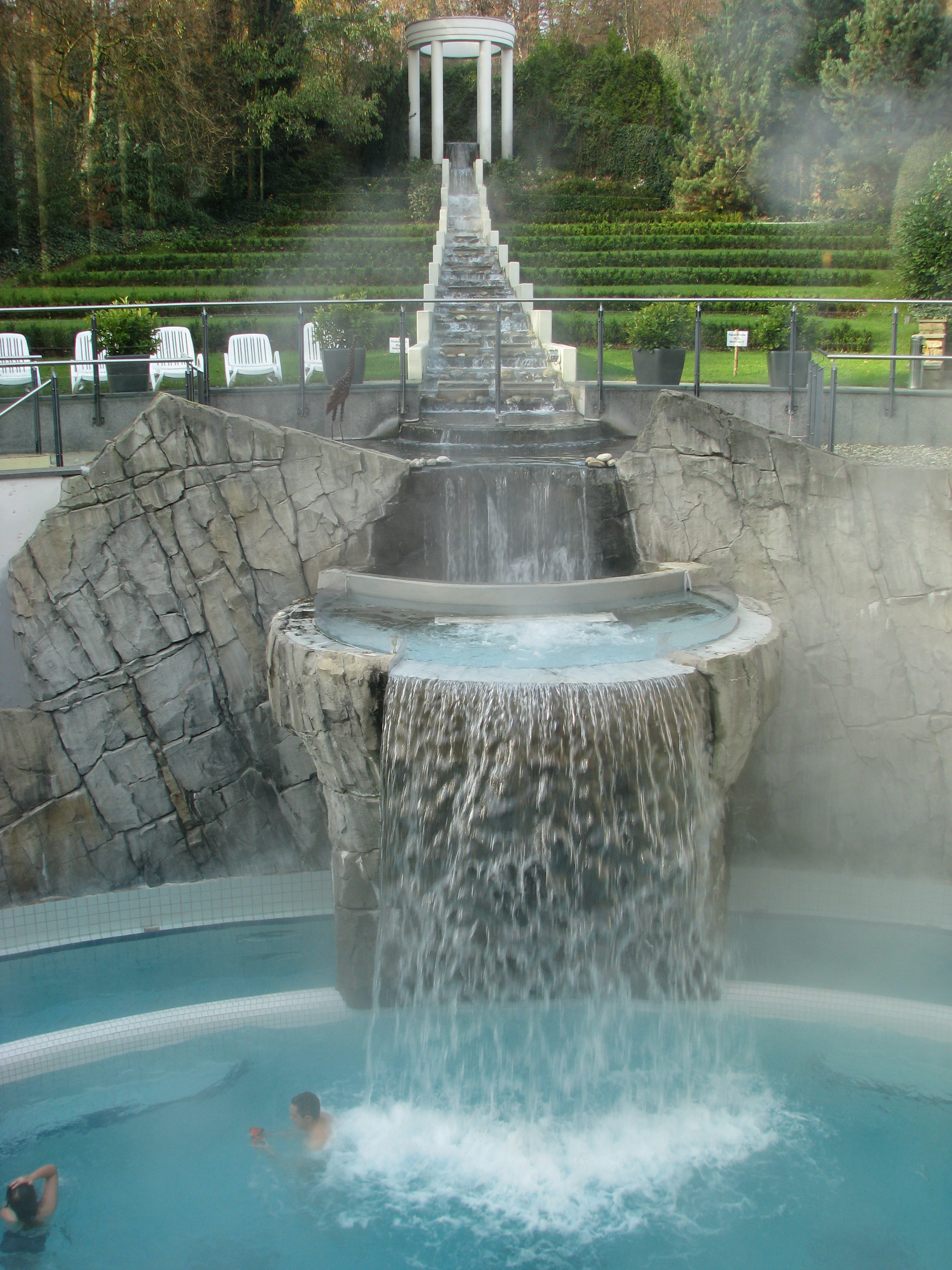
Waterval
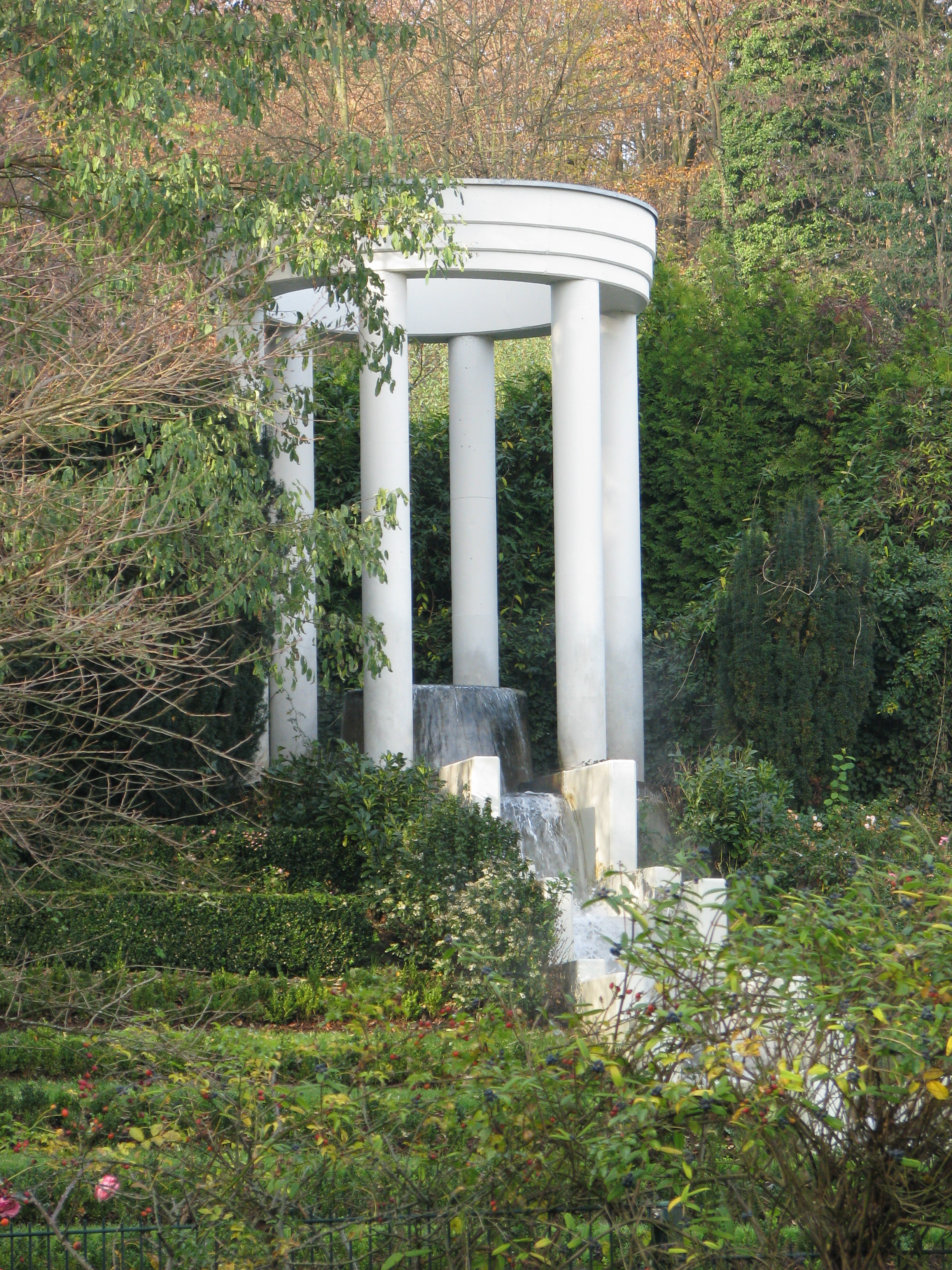
Monopteros
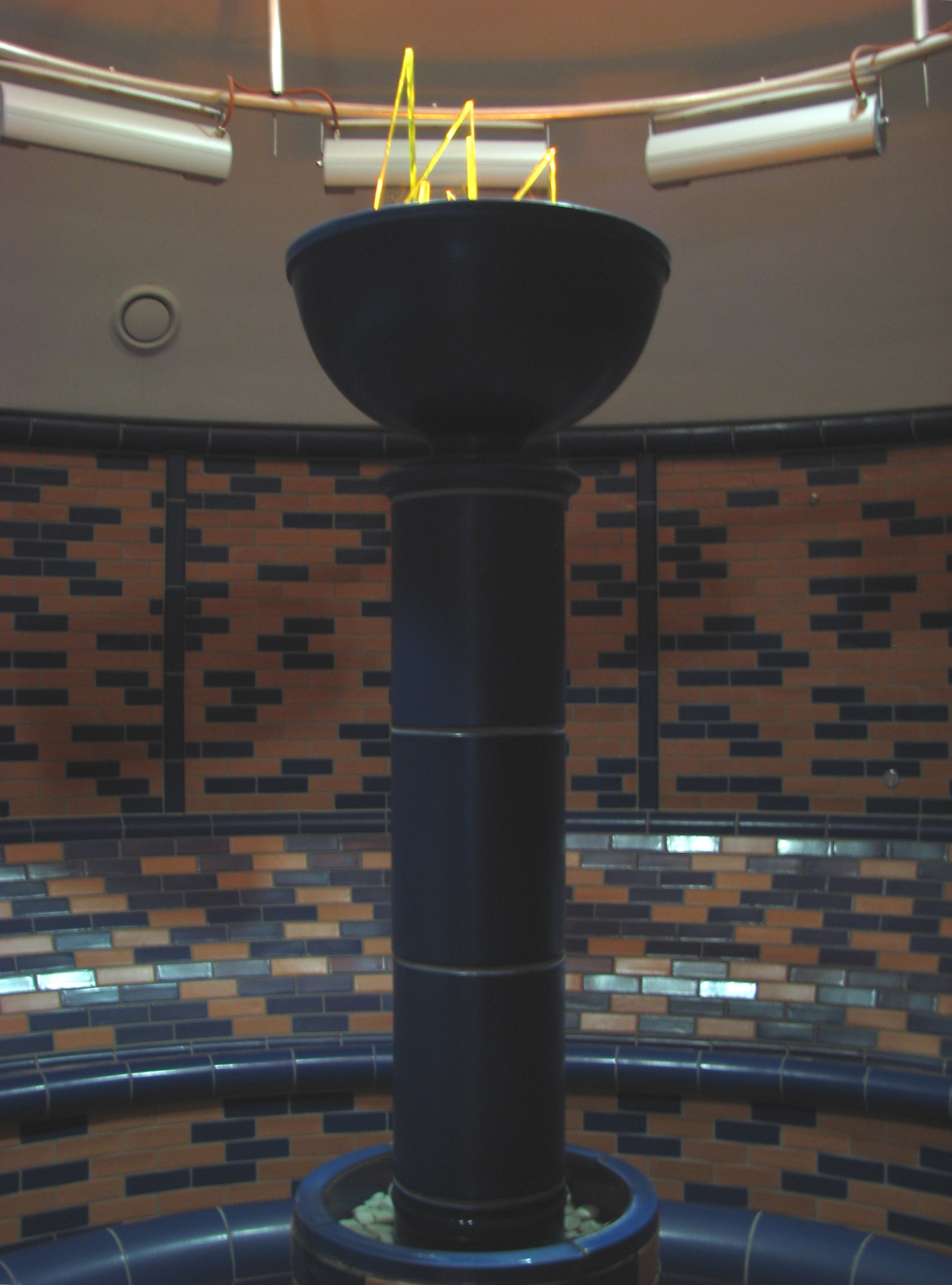
Tepidarium